# Hipólito de Sá
Hipólito de Sá Bravo (también de Sa, de Saa o de Saá), nacido en Pontevedra el 30 de enero de 1907, fue un historiador y musicólogo español destacado como investigador, profesor, compositor y conferenciante. Desarrolló una vasta labor centrada en la historia del arte, cultura, folclore y costumbres de Galicia, con un especial interés en el monacato cristiano de la época medieval, y posterior. Falleció en Vigo el 16 de agosto de 2001. Fue miembro correspondiente de la Real Academia de la Historia, la Real Academia de Bellas Artes de San Fernando y la Real Academia Gallega. Perteneció asimismo al Centre Européen de Recherches Monastiques (CERCOR) de la universidad de Saint-Étienne (Francia).

## Biografía
En 1932 se hizo sacerdote franciscano en el convento de San Francisco de Herbón (La Coruña). Después completó los estudios de Filosofía y Letras en la universidad de Salamanca y Madrid. Tras abandonar la Orden en 1943 por motivos de salud se dedicó a la docencia de la música, letras e historia medieval gallega, en Caldas de Reyes, Madrid y Vigo, hasta su jubilación.
Se especializó en canto gregoriano en la abadía de Santo Domingo de Silos; en Madrid lo hizo en Metodología Histórica, Armonía y Composición llegando a dirigir la Escolanía del Valle de los Caídos. En Caldas de Reyes dirigió la Coral Polifónica, sucediendo a Paulino Castro, su primer director. Entre sus representaciones destaca la del 31 de enero de 1948 en el teatro Tamberlick de Vigo en honor al patrón de la "Hermandad de los Caballeros de Don Bosco". En Caldas dirigió asimismo el Coro dos Encantiños do Umia y más adelante, en Pontevedra. la Coral Polifónica.
Autor de «Caldas de Reis. Páginas históricas de la villa y de linajes de la misma y su contorno» (1986), fue el cronista oficial de la «villa». En 1948 es designado alcalde, cargo que abandonará a los pocos meses para ocuparse de la biblioteca municipal.
Dedicó sus esfuerzos a la divulgación del arte, cultura e historia de Galicia por medio de conferencias, charlas, coloquios, excursiones dirigidas, reportajes periodísticos y libros. Fundador y director del «Grupo Cultural Amigos del Románico» en Vigo, organizó exposiciones fotográficas con los títulos de «Monasterios de Galicia», «Rutas del Románico» y «El Románico del Bajo Miño», así como ciclos de conferencias.
Fue conferenciante en los cursos de verano para extranjeros de la universidad de Santiago de Compostela entre 1974 e 1976. En la misma época fue invitado por las Delegaciones de Información y Turismo de Lugo y La Coruña para participar en la campaña cultural «Conozca usted Galicia», pronunciando numerosas conferencias sobre la historia y el arte en tierras de Galicia.
Colaboró con la Obra Cultural de la Caja de Ahorros de Vigo y los programas de la red provincial de teleclubs, recorriendo las distintas comarcas de la provincia de Pontevedra dando conferencias sobre la música, historia, folclore y el arte de Galicia, en centros culturales, institutos, colegios, teleclubs, bibliotecas y sociedades recreativas. Colaboró en la «Gran Enciclopedia Gallega» y publicó numerosos reportajes y artículos periodísticos.

## Obras
- Sin luz. Sentires íntimos saturados de lágrimas y amores. Gráficas Torres, Pontevedra 1943.
- Monasterios, 4 tomos, en "Cuadernos de Arte Gallego".
- El monacato en Galicia, 2 tomos. Librigal, La Coruña 1972.
- La cultura del románico en Galicia. Club de Dirigentes de Empresa, La Coruña 1972.
- La cultura del románico en Galicia. Cámara oficial de Comercio, Industria y Navegación, La Coruña 1973
- Monasterio cisterciense de Sobrado de los Monjes y Monfero. Librigal, La Coruña 1973.
- Comarcas históricas de la provincia de Pontevedra, 1976.
- Influencia del Camino de Santiago en la cultura y el arte de Galicia. Club de Empresa, La Coruña 1977.
- Estampas pontevedresas. Amigos de Pontevedra, Pontevedra 1977.
- Celanova. El Monasterio de San Salvador. Bibliófilos Gallegos (colección Obradoiro), Orense 1978.
- Las rutas del románico en la provincia de Pontevedra. Artes Gráficas Galicia, Pontevedra 1978 (799 págs.)
- La cultura del románico en Galicia, 1983.
- Boticas monacales y la medicina naturalista en Galicia. Everest, León 1983.
- Monasterios de Galicia (con F. Díez González). Everest, León 1983.
- El Monasterio de Celanova. Guía turística. Everest, León 1983.
- El Monasterio de Poyo. Guía turística. Everest 1985.
- Caldas de Reis. Páginas históricas de la villa y de linajes de la misma y su contorno. Museo de Pontevedra, Pontevedra 1986.
- El Monasterio de San Martín Pinario. Guía turística. Everest 1988.
- Creencias del costumbrismo religioso en Galicia. Diputación Provincial, Pontevedra 1991

## Reconocimientos

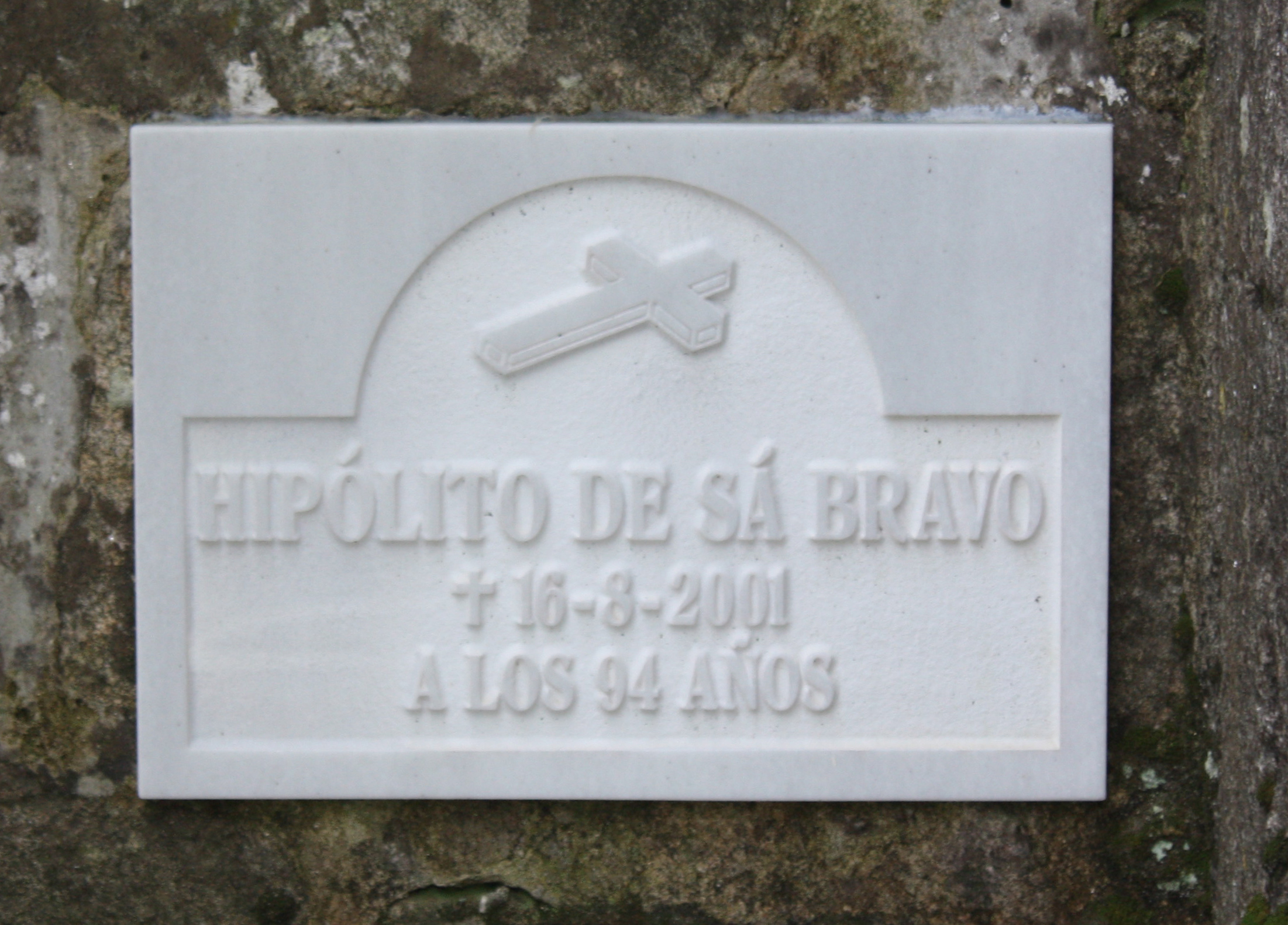
Lápida sepulcral en Vemil (Caldas de Reyes).

Su labor de investigación y divulgación cultural fue premiada con diversas distinciones.
- Vigués distinguido, por el ayuntamiento de Vigo (1988).
En 1992 Vigo le dedicó una calle que va desde la avenida del Aeropuerto hacia la rúa de Pardavila, en Lavadores.[6]
- Medalla Castelao de la Junta de Galicia (1994).[7]
- Premio anual de Periodismo 1969, por la Diputación de Pontevedra.
- Premio Daniel de la Sota en los años 1972, 1973 y 1976, Diputación de Pontevedra.
- Premio Ciudad de Pontevedra 1976, por el ayuntamiento de Pontevedra.
- Insignia de oro de la Diputación Provincial, del ayuntamiento de Caldas de Reyes y del CIT de Orense.